# Gaßles
Gaßles ist eine Ortschaft und als Gastles eine Katastralgemeinde der Gemeinde Kirchschlag im Bezirk Zwettl in Niederösterreich.

## Geografie
Der kleine Weiler östlich von Kirchschlag befindet sich nördlich der Ottenschlager Straße und ist von dieser über eine Nebenstraße erreichbar.

## Siedlungsentwicklung
Zum Jahreswechsel 1979/1980 befanden sich in der Katastralgemeinde Gastles insgesamt 3 Bauflächen mit 2.915 m² und 3 Gärten auf 5.331 m², 1989/1990 gab es 5 Bauflächen. 1999/2000 war die Zahl der Bauflächen auf 10 angewachsen und 2009/2010 bestanden 4 Gebäude auf 9 Bauflächen.

## Geschichte
Der Ort wird spätestens 1590 zum ersten Mal schriftlich erwähnt.
Im Eintrag der Josephinischen Fassion aus Jahre 1786/87 gab es im heutigen Ort 8 Häuser (davon 4 im eigentlichen Ort).
Im Jahr 1822 wurde der Ort als Dorf mit vier Häusern genannt, das nach Kirchschlag eingepfarrt war, wohin auch die Kinder eingeschult wurden. Die Herrschaft Oberranna besaß die Ortsobrigkeit und besorgte die Konskription. Die Landgerichtsbarkeit wurde von der Herrschaft Pöggstall ausgeübt. Die Untertanen und Grundholde des Ortes gehörten der Herrschaft Oberranna.
Nach der Entstehung der Ortsgemeinden 1849 wurde der Ort eine Katastralgemeinde der Ortsgemeinde Kirchschlag.
Laut Adressbuch von Österreich waren im Jahr 1938 in drei Landwirte mit Direktvertrieb ansässig.

## Bodennutzung
Die Katastralgemeinde ist landwirtschaftlich geprägt. 62 Hektar wurden zum Jahreswechsel 1979/1980 landwirtschaftlich genutzt und 3 Hektar waren forstwirtschaftlich geführte Waldflächen. 1999/2000 wurde auf 61 Hektar Landwirtschaft betrieben und 4 Hektar waren als forstwirtschaftlich genutzte Flächen ausgewiesen. Ende 2018 waren 59 Hektar als landwirtschaftliche Flächen genutzt und Forstwirtschaft wurde auf 4 Hektar betrieben. Die durchschnittliche Bodenklimazahl von Gastles beträgt 15,4 (Stand 2010).